# 1860-talet

## Händelser

### Teknik och vetenskap
- Transamerikanska järnvägen byggdes under åren 1863-1869 och var den första järnvägen som löpte tvärs över Nordamerika.
- I Sverige invigdes Västra stambanan 1862 mellan Stockholm och Göteborg. 1864 invigdes Södra stambanan med Malmö och 1867 förenas de svenska järnvägarna till ett sammanhängande nät.
- 1862 öppnades Kongsvingerbanen i Norge mellan Lillestrøm och Kongsvinger.
- Dynamiten uppfanns 1866 av svensken Alfred Nobel.
- 1864 publicerade James Clerk Maxwell sina elektromagnetiska ekvationer där han visade att de optiska företeelserna kan uppfattas som elektromagnetiska fenomen.
- Den första versionen av Periodiska systemet uppställdes 1869 av ryssen Dmitrij Mendelejev och tysken Lothar Meyer.
- Suezkanalen i Egypten öppnas 1869.

### Krig och politik

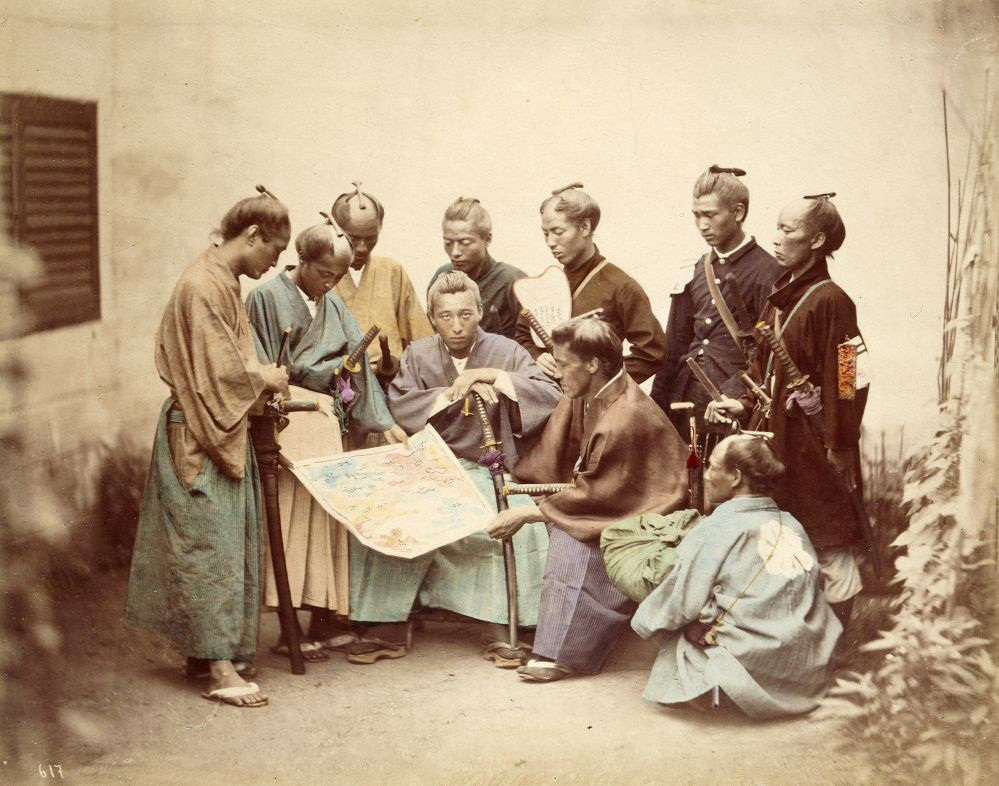
Samurajer från Satsumaklanen, stridande för den imperialistiska sidan i Boshinkriget. Foto: Felice Beato c:a 1867

- Brännvinsbränning till husbehov förbjuds 1860 i Sverige.
- Andra opiumkriget avslutas 1860 där England och Frankrike tvingade Kina att acceptera opiumhandeln och ge handelsprivilegier åt segrarna.
- Kungadömet Italien bildades 1861 då Apenninska halvöns småstater och Bägge Sicilierna införlivades med kungariket Sardinien (bestående av Sardinien och Piemonte), under kung Viktor Emanuel II av huset Savojen.
- Livegenskapen upphävs i Ryssland 1861.
- Abraham Lincoln valdes till USA:s president 1861. Sydstaterna lämnade unionen i protest och bildade i stället Amerikas konfedererade stater.
- Det Amerikanska inbördeskriget utkämpades mellan 1861 och 1865 som i huvudsak handlade om frigörelse från unionen, respektive återställande av densamma. Sydstaterna förlorade och unionen bevarades. Slaveriet avskaffades och det federala styret stärkes i hela USA.
- 1862 års kommunalförordningar lade grunden för dagens kommunsystem i Sverige. Kommunalt självstyre infördes i städerna och på landsbygden. Röstetalet grundade sig på hur mycket skatt invånarna samt företagen betalade. Baserat på de gamla socknarna skapades cirka 2500 kommuner. I samband med reformen trädde även 1862 års förordning om landsting i kraft.
- Det svenska nattvardstvånget upphävs 1863. Borgerlig vigsel införs i Sverige och blandäktenskap mellan judar och kristna tillåts.
- Det så kallade Skodsborgsmötet hölls mellan kung Karl XV och kung Fredrik VII av Danmark 1863 där Karl XV lovade Fredrik militärt stöd i händelse av krig, utan att fråga statsråden. Ett par månader efter Skodsborgsmötet hölls Ulriksdalskonferensen där den svenska regeringen upphävde kungens löfte. Den danska saken hade dock många förespråkare i den svenska befolkningen och senare bröt kravaller ut i Stockholm på grund av beslutet.
- Det Dansk-tyska kriget utbröt 1864 när österrikiska och preussiska trupper korsade floden Eider och Danmark förlorade Holstein, Slesvig och Sachsen-Lauenburg i kriget.
- Vattenförsörjningen i Sverige blir kommunalt ansvar 1865 och avloppsledningar börjar nedläggas i Stockholm.
- Ståndsriksdagen, som sedan reformationen bestod av ständerna adelsståndet, prästeståndet, borgarståndet och bondeståndet, ersattes av en tvåkammarriksdag genom representationsreformen 1866. Andra kammaren var direktvald av de röstberättigade väljarna medan första kammaren valdes indirekt av ledamöterna i landets landsting och vissa större städer. Första kammaren fungerade som en konservativ motvikt mot den "folkliga" andra kammaren. Kvinnor hade inte rösträtt i riksdagsvalen.
- Makten i Japan återställdes från det tvåhundra år gamla shogunatet till kejsare Meiji i den så kallade Meijirestaurationen som pågick mellan 1866 och 1869. Detta resulterade i att feodalsystemet övergavs och många västerländska företeelser anammades, bland annat inom det juridiska, finansiella, politiska och militära området.
- Tyska enhetskriget utkämpades 1866 mellan å ena sidan Österrike och dess allierade tyska stater och å andra sidan Preussen, allierade tyska stater och Italien. Kriget slutade med en preussisk seger och ledde till upplösandet av Tyska förbundet, att Italien erhöll Kungariket Lombardiet-Venetien, samt bildandet av ett förbund av tyska stater norr om Main, det Nordtyska förbundet. Därmed kom Preussen att bli den dominerande tyska staten.
- Det brittiska parlamentet beviljade 1867 tre av sina kolonier - provinsen Kanada, Nova Scotia och New Brunswick - en egen författning i British North America Act. Genom denna skapades förbundsstaten Kanada som en brittisk dominion med den brittiske monarken som statschef.
- En ordningsstadga för Sveriges städer utfärdades 1868, som säger att svinmat, döda djur och sopor inte längre får kastas i vattendrag eller på gator och torg.

### Kultur och religion

Olympia av Édouard Manet

- impressionistiska arbeten visades för första gången på Salon des Refusés 1863 i Paris.
- Édouard Manet målar sina mest kända tavlor, bland annat Olympia.
- Johannes Brahms komponerade Ein deutsches Requiem mellan 1861 och 1868.
- Barnboken Alice i Underlandet av Lewis Carroll publiceras 1865.
- Östra Londons Kristna Mission grundades 1865 av William Booth och bytte senare namn till Frälsningsarmén.
- Mellan 1865 och 1869 publiceras Krig och fred av Lev Tolstoj.

### Sport
- I Trysil i Norge anordnas de första organiserade tävlingarna i backhoppning 1862.
- Representanter för olika engelska fotbollsklubbar träffas 1863 och bildar Football Association. De regler som fastställdes definierade fotbollen som en egen sport, helt skild från till exempel rugbyfotboll. Detta kan ses som den moderna fotbollens födelse.
- Den moderna boxningen föds när Queensberryreglerna antas 1867.

### Övrigt
- Tidningen Norrbottens-Kuriren grundas.
- Prins Vilhelm av Danmark blir kung Georg I av Grekland 1863.
- En epidemi av vinlöss 1863 slog hårt mot Europas vinproduktion och flera gamla druvsorter försvann.
- Skandinaviska Kreditaktiebolaget bildas 1864 och bytte senare namn till Skandinaviska Banken.
- Dagens Nyheter grundades 1864.
- Missväxtåren 1867-1869 är Sveriges sista betydande missväxt med hungersnöd som följd.
- Gävle brinner ner 1869.

## Avlidna

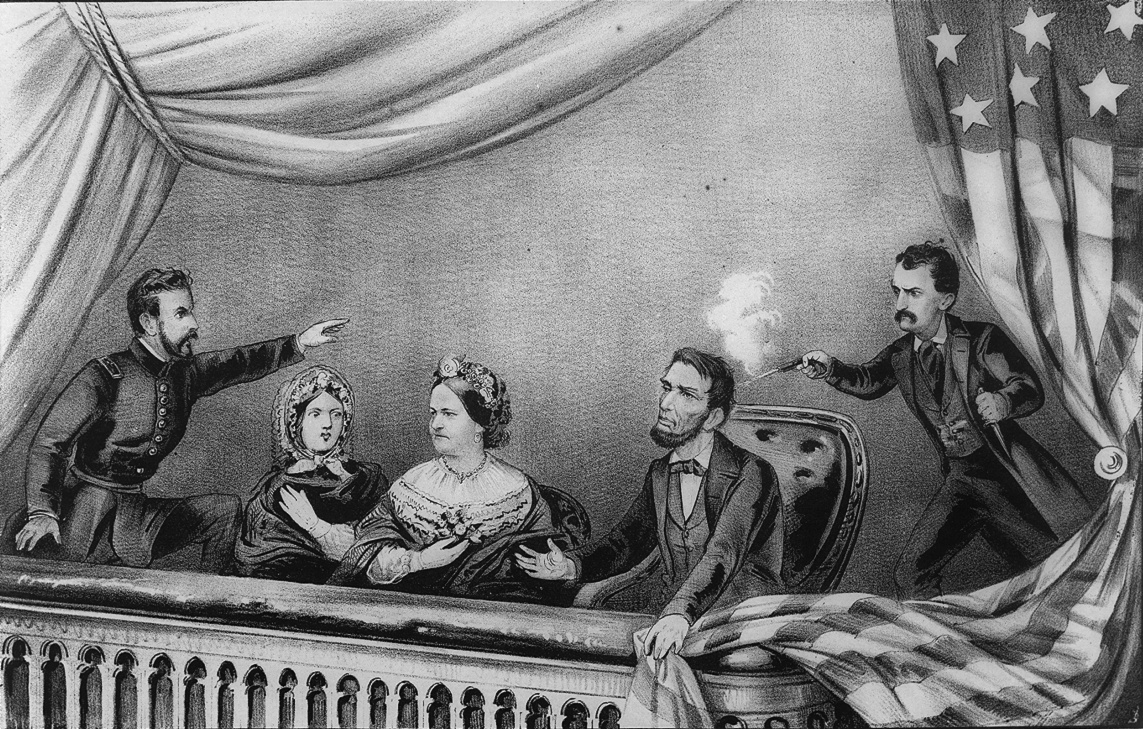
Mordet på Abraham Lincoln.

- 1861 - Fredrik Vilhelm IV, kung av Preussen
- 1861 - Lars Levi Læstadius, präst, väckelseledare och författare som blev känd som grundare av læstadianismen.
- 1863 - Kung Fredrik VII av Danmark avlider och efterträds av Kristian IX.
- 1865 - Leopold I, kung av Belgien
- 1865 - Abraham Lincoln, USA:s president, mördad av John Wilkes Booth.